# Kevin De Bruyne
Kevin De Bruyne (sinh ngày 28 tháng 6 năm 1991) là một cầu thủ bóng đá chuyên nghiệp người Bỉ hiện đang thi đấu ở vị trí tiền vệ cho câu lạc bộ Serie A Napoli và đội tuyển bóng đá quốc gia Bỉ. Nổi tiếng nhờ lối chơi giàu kỹ thuật, khả năng chuyền bóng tốt, nhãn quan chiến thuật xuất sắc, khả năng sút xa thần sầu, và khả năng kiến thiết lối chơi siêu hạng, anh được đánh giá là một trong những tiền vệ xuất sắc nhất thế giới trong thế hệ của mình và cũng là một trong những cầu thủ vĩ đại nhất trong lịch sử Premier League.
De Bruyne bắt đầu sự nghiệp của mình tại Genk, nơi anh góp công lớn trong chức  vô địch Belgium Pro League 2010–11 của đội bóng. Năm 2012, anh gia nhập câu lạc bộ Anh Chelsea nhưng ít được sử dụng và sau đó được cho mượn đến Werder Bremen. Anh ký hợp đồng với Wolfsburg với giá 18 triệu bảng vào năm 2014, nơi anh khẳng định mình là một trong những cầu thủ xuất sắc nhất tại Bundesliga và là cầu thủ không thể thiếu trong chức vô địch DFB-Pokal 2014–15 của câu lạc bộ. Vào mùa hè năm 2015, De Bruyne gia nhập Manchester City với mức giá kỷ lục của câu lạc bộ là 54 triệu bảng. Kể từ đó, anh đã giành được 1 chức vô địch UEFA Champions League, 5 Premier League, 5 League Cup và 2 FA Cup với câu lạc bộ. Trong mùa giải 2017–18, anh đã đóng vai trò quan trọng giúp Manchester City trở thành đội bóng Premier League đầu tiên (và duy nhất cho đến nay) đạt được 100 điểm trong một mùa giải. Trong mùa giải 2019–20, De Bruyne cân bằng kỷ lục kiến tạo nhiều nhất trong một mùa giải Premier League của Thierry Henry (20 lần) và được trao giải Cầu thủ xuất sắc nhất mùa giải (anh đã giành thêm một lần nữa trong mùa giải 2021–22). Anh đã thi đấu rất xuất sắc vào mùa giải 2022–23, khi Man City giành được cú ăn ba đầu tiên trong lịch sử của họ.
De Bruyne ra mắt đội tuyển quốc gia Bỉ vào năm 2010, và kể từ đó anh đã ra sân  hơn 100 lần và ghi 28 bàn cho đội tuyển. Anh là thành viên của đội tuyển Bỉ lọt vào tứ kết tại cả hai giải đấu FIFA World Cup 2014 và UEFA Euro 2016. Anh có tên trong Đội hình tiêu biểu tại FIFA World Cup 2018 khi Bỉ giành hạng ba, cũng như góp mặt ở UEFA Euro 2020, FIFA World Cup 2022 và UEFA Euro 2024.
De Bruyne đã được xướng tên trong Đội hình của mùa giải UEFA Champions League và Đội tuyển nam thế giới IFFHS mỗi đội năm lần, Đội hình ESM của năm bốn lần, FIFA FIFPRO Men's World 11 và UEFA Team of the Year ba lần mỗi lần, France Football World XI, và Đội hình Bundesliga của năm. Anh cũng đã ba lần giành được Cầu thủ xuất sắc nhất mùa giải, Cầu thủ xuất sắc nhất năm của PFA hai lần, Cầu thủ xuất sắc nhất năm của Manchester City bốn lần, Tiền vệ xuất sắc nhất mùa giải UEFA Champions League, Cầu thủ xuất sắc nhất Bundesliga, Cầu thủ xuất sắc nhất năm (Đức), Vận động viên Bỉ của năm và Cầu thủ kiến thiết xuất sắc nhất thế giới của IFFHS hai lần.

## Sự nghiệp câu lạc bộ

### Genk
De Bruyne bắt đầu sự nghiệp của mình với câu lạc bộ quê hương KVV Drongen vào năm 1997. Hai năm sau, anh gia nhập Gent và chuyển đến Genk năm 2005. De Bruyne tiếp tục phát triển trong đội trẻ của Genk và được đôn lên đội một vào năm 2008. Trong một cuộc phỏng vấn với đội trẻ của mình, De Bruyne đã tiết lộ rằng anh là một cổ động viên của Liverpool và hâm mộ Michael Owen.
De Bruyne ra mắt đội một cho Genk trong trận thua 0–3 trước Charleroi vào ngày 9 tháng 5 năm 2009. Sau khi đã khẳng định được vị trí của mình trong đội, vào mùa giải tiếp theo, De Bruyne ghi bàn thắng đầu tiên cho câu lạc bộ, giúp Genk giành chiến thắng 1–0 trước Standard Liège vào ngày 7 tháng 2 năm 2010. Anh ghi 5 bàn và thực hiện 16 pha kiến tạo trong 32 trận đấu ở mùa giải 2010–11 khi Genk lên ngôi vô địch Bỉ lần thứ ba. Vào ngày 29 tháng 10 năm 2011, De Bruyne ghi hat-trick đầu tiên cho Genk trước Club Brugge, trận đấu kết thúc với chiến thắng 5–4 cho Genk. Vào ngày 28 tháng 1 năm 2012, De Bruyne ghi một cú đúp vào lưới OH Leuven trong chiến thắng 5–0. Vào ngày 18 tháng 2 năm 2012, sau khi đạt thỏa thuận chuyển đến Chelsea, anh ghi 1 bàn và 1 kiến tạo trong chiến thắng 2–1 trên sân khách trước Mons. De Bruyne kết thúc mùa giải bằng bàn thắng ấn định chiến thắng 3–1 trước Gent. Anh kết thúc mùa giải với 8 bàn thắng và 14 kiến tạo sau 28 lần ra sân.

### Chelsea

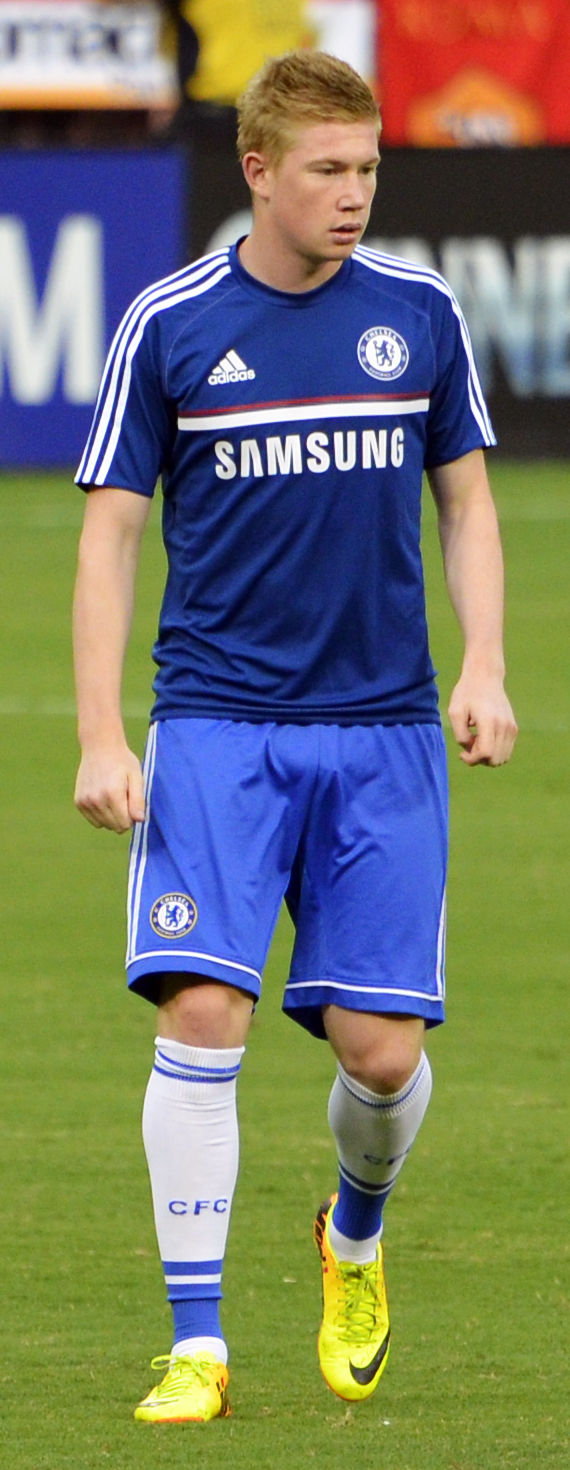
De Bruyne khởi động với Chelsea năm 2013

Vào ngày 31 tháng 1 năm 2012 - ngày cuối cùng của kỳ chuyển nhượng mùa đông, câu lạc bộ Premier League Chelsea và Genk đã thông báo về việc chiêu mộ De Bruyne, với mức phí được cho là vào khoảng 7 triệu bảng. Anh đã ký hợp đồng 5 năm rưỡi tại Stamford Bridge, nhưng sẽ ở lại Genk trong phần còn lại của mùa giải 2011–12. De Bruyne nói trên trang web của câu lạc bộ, "Được đến với một đội bóng như Chelsea là một giấc mơ nhưng bây giờ tôi phải làm việc chăm chỉ để đạt được đẳng cấp cần thiết." Vào ngày 18 tháng 7 năm 2012, De Bruyne có trận ra mắt đầu tiên cho Chelsea trong chiến thắng 4–2 ở trận giao hữu với đội bóng MLS Seattle Sounders FC. De Bruyne cũng đã chơi hiệp một trước câu lạc bộ Ligue 1 Paris Saint-Germain tại Sân vận động Yankee, Thành phố New York.

#### Werder Bremen (mượn)

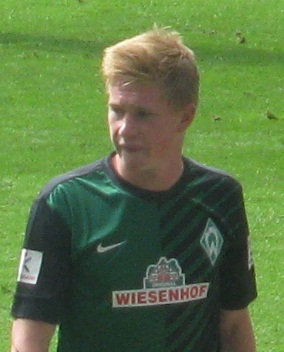
De Bruyne trong thời gian khoác áo Werder Bremen năm 2012

Vào ngày 31 tháng 7 năm 2012, Chelsea thông báo rằng De Bruyne sẽ gia nhập Werder Bremen ở Bundesliga theo hợp đồng cho mượn kéo dài một mùa giải. Anh ghi bàn thắng đầu tiên cho Bremen trong trận thua 2–3 trước Hannover 96 vào ngày 15 tháng 9, ghi bàn từ cự ly 10m sau khi vào sân thay Eljero Elia. De Bruyne tiếp tục phong độ tốt của mình khi ghi bàn trong trận hòa 2–2 của Bremen với VfB Stuttgart vào ngày 23 tháng 9. Anh trở lại bảng tỷ số vào ngày 18 tháng 11 khi ghi bàn thắng quyết định giúp Bremen lội ngược dòng từ thế bị dẫn trước và chơi thiếu người để đánh bại Fortuna Düsseldorf 2–1.
De Bruyne có bàn thắng đầu tiên sau hơn hai tháng vào ngày 4 tháng 5 năm 2013, kể từ bàn thắng danh dự trong trận Bayern Munich vùi dập Bremen 6–1, đưa đội bóng của anh dẫn trước 2–0 trên sân nhà trước TSG 1899 Hoffenheim trước khi cú đúp muộn của Sven Schipplock khiến trận đấu kết thúc với tỷ số 2–2. Anh tiếp tục lập công trong trận hòa 1–1 trước Eintracht Frankfurt vào ngày 11 tháng 5, giúp đội bóng trụ hạng thành công.

#### Trở lại Chelsea
Sau thời gian cho mượn thành công ở Bundesliga với Werder Bremen, De Bruyne được các đội bóng Đức là Borussia Dortmund và Bayer Leverkusen liên hệ. Tuy nhiên, huấn luyện viên mới José Mourinho đã đảm bảo với De Bruyne rằng anh là một phần trong kế hoạch tương lai của Chelsea, và cầu thủ này chính thức trở lại Chelsea vào ngày 1 tháng 7 năm 2013.
De Bruyne dính chấn thương đầu gối khi ghi bàn thắng đầu tiên cho Chelsea trong trận giao hữu trước mùa giải với Malaysia XI, nhưng đã kịp bình phục để thi đấu trận khai mạc của mùa giải Premier League 2013–14 trước Hull City, và thực hiện pha kiến tạo cho bàn thắng đầu tiên trong chiến thắng 2–0.

### Vfl Wolfsburg

#### Mùa giải 2013–14
Vào ngày 18 tháng 1 năm 2014, Wolfsburg ký hợp đồng với De Bruyne với mức phí 18 triệu bảng (22 triệu euro). Anh ra mắt đội bóng vào ngày 25 tháng 1 trong trận thua 3-1 trên sân nhà trước Hannover 96. Vào ngày 12 tháng 4, De Bruyne đã có 2 kiến tạo trong chiến thắng 4–1 trên sân nhà trước 1. FC Nürnberg. Sau đó một tuần, anh ghi bàn thắng đầu tiên cho Wolfsburg trong chiến thắng 3–1 trên sân khách trước Hamburger SV. Anh cũng ghi bàn trong hai trận đấu cuối cùng của Bundesliga giúp câu lạc bộ giành chiến thắng trước VfB Stuttgart và Borussia Mönchengladbach .

#### Mùa giải 2014–15

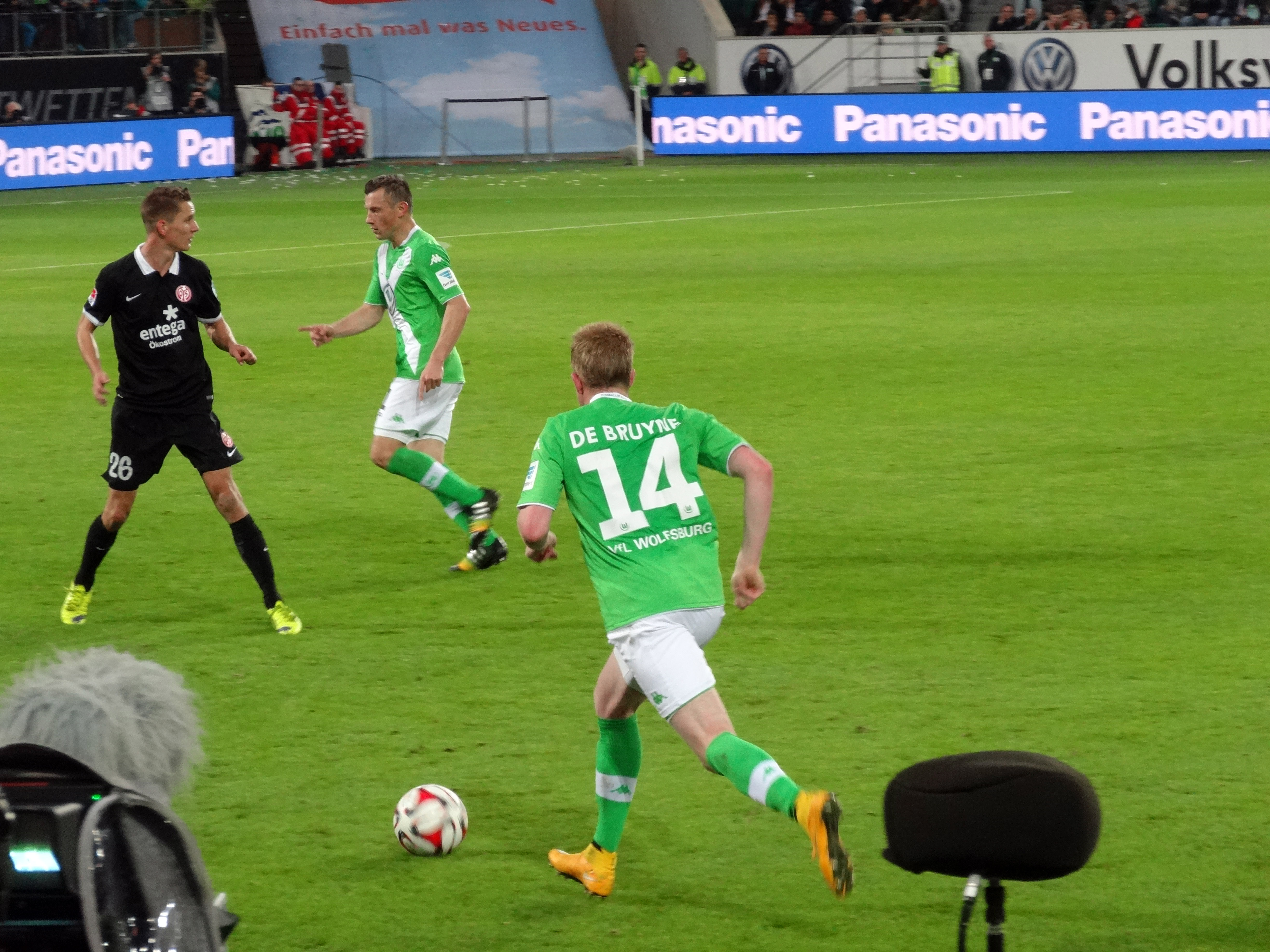
De Bruyne thi đấu cho Wolfsburg trong trận gặp Mainz năm 2014

De Bruyne ghi bàn thắng đầu tiên của mình trong mùa giải 2014–15 vào ngày 2 tháng 10 năm 2014, bằng cú vô lê từ ngoài vòng cấm để ấn định trận hòa 1-1 trước Lille ở Europa League . Trong trận đấu thứ ba ở vòng bảng trên sân khách với Krasnodar vào ngày 23 tháng 10, De Bruyne ghi hai bàn giúp Wolfsburg giành chiến thắng đầu tiên tại giải đấu với chiến thắng 4–2. Vào ngày 30 tháng 1 năm 2015, anh lại lập cú đúp trong chiến thắng 4–1 trên sân nhà trước Bayern Munich. Vào ngày 1 tháng 3, De Bruyne kiến tạo ba bàn thắng trong chiến thắng 5–3 trước câu lạc bộ cũ Werder Bremen.
Vào ngày 12 tháng 3, De Bruyne ghi hai bàn trong chiến thắng 3-1 ở trận lượt đi vòng 16 đội Europa League trước Inter Milan. Sau đó 3 ngày, anh ghi một bàn và hai kiến tạo trong chiến thắng 3–0 trước SC Freiburg.  De Bruyne kết thúc mùa giải với 10 bàn thắng và 21 kiến tạo, phá kỷ lục của Bundesliga và giúp Wolfsburg đứng thứ hai tại Bundesliga + có vé tham dự UEFA Champions League 2015–16.  Vào ngày 30 tháng 5, anh đá chính và ghi bàn trong trận chung kết DFB-Pokal 2015 khi Die Wölfe đánh bại Borussia Dortmund 3–1 tại Olympiastadion ở Berlin.
Với 16 bàn thắng và 27 kiến tạo trên mọi đấu trường, De Bruyne đã được chọn là cầu thủ xuất sắc nhất nước Đức năm 2015.

#### Mùa giải 2015–16
De Bruyne bắt đầu mùa giải bằng việc giành chức vô địch DFL-Supercup 2015 trước Bayern Munich, thực hiện quả tạt giúp Nicklas Bendtner gỡ hòa 1-1 ở phút 89 và sau đó ghi bàn trong loạt sút luân lưu. Vào ngày 8 tháng 8 năm 2015, anh tiếp tục phong độ tốt khi ghi bàn thắng đầu tiên trong mùa giải và có hai đường kiến tạo trong chiến thắng 4–1 trước Stuttgarter Kickers ở vòng đầu tiên của DFB-Pokal.
Vào tháng 8, giữa những đồn đoán về chuyển nhượng, De Bruyne nói rằng anh sẽ không ép Wolfsburg bán anh, nhưng cũng nói rằng anh không thể bỏ qua sự quan tâm từ Manchester City: "Nếu có một lời đề nghị đến, tôi sẽ lắng nghe về nó và mức giá chuyển nhượng, nhưng tôi vẫn chưa nghe thấy gì... Tôi sẽ không đến Anh chỉ để chứng minh rằng tôi có thể chơi ở đó. Tôi không nhất thiết phải đến Anh... Nếu tôi đến đó, đấy là vì đó là một lựa chọn tốt cho tôi và gia đình tôi. Đó là điều cần thiết đối với tôi."
Vào ngày 10 tháng 8, có thông tin cho rằng Manchester City đã đưa ra lời đề nghị thứ hai cho De Bruyne trị giá 47 triệu bảng. Giám đốc thể thao của Wolfsburg, Klaus Allofs, cho biết câu lạc bộ sẽ đấu tranh để giữ anh ấy: "Tôi nghĩ một số câu lạc bộ khác chắc chắn đã khiến Kevin phải suy nghĩ lại... Một số con số khổng lồ đang được đưa ra và tôi có thể hiểu tại sao Kevin lại để ngỏ mọi thứ." Vào ngày 27 tháng 8, có thông tin cho biết City đã đưa ra lời đề nghị tiếp theo cho De Bruyne với giá 58 triệu bảng. Klaus Allofs cho biết City đã đưa ra lời đề nghị mức lương "đáng kinh ngạc" cho De Bruyne.

### Manchester City

#### Mùa giải 2015–16

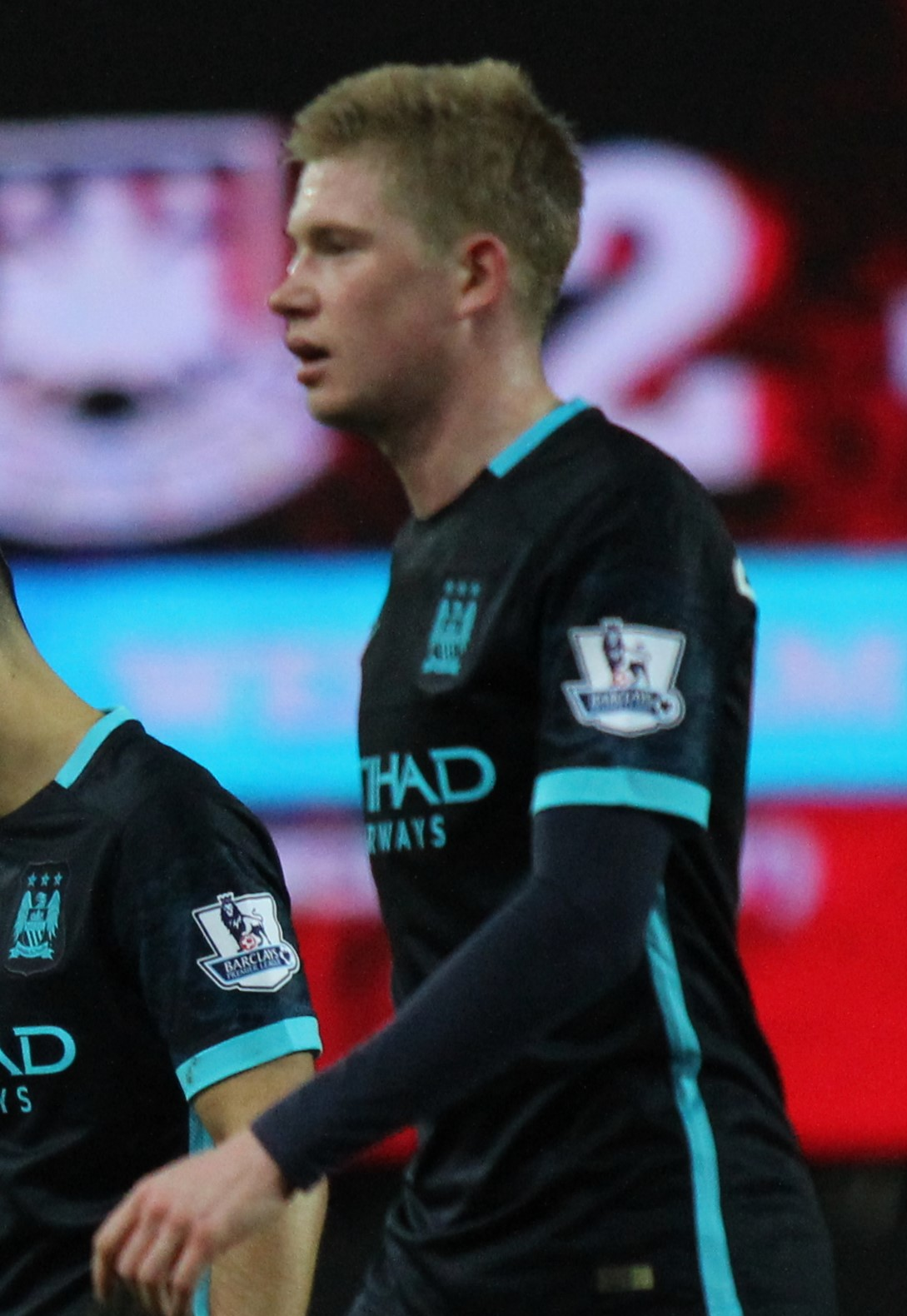
De Bruyne chơi cho Manchester City vào tháng 1 năm 2016

Ngày 30 tháng 8 năm 2015, De Bruyne chính thức gia nhập Manchester City từ VfL Wolfsburg với giá là 55 triệu bảng (76 triệu euro) và mang áo số 17. Bản hợp đồng có thời hạn 6 năm, với mức lương lên tới 20 triệu euro một mùa. Đây là vụ chuyển nhượng đắt giá nhất lịch sử Bundesliga, phá kỷ lục trước đó là 41 triệu euro mà Liverpool đã trả cho 1899 Hoffenheim để có cầu thủ người Brasil Roberto Firmino, và là vụ chuyển nhượng đắt thứ hai trong lịch sử bóng đá Anh sau Ángel Di María chuyển đến Manchester United vào năm 2014. Anh có trận ra mắt đội bóng ở Premier League vào ngày 12 tháng 9 trước Crystal Palace, thay thế cho Sergio Agüero bị chấn thương ở phút thứ 25. Vào ngày 19 tháng 9, anh ghi bàn thắng đầu tiên cho câu lạc bộ vào lưới West Ham United ở thời gian bù giờ của hiệp một trong trận thua 1-2.  Anh tiếp tục ghi bàn trong chiến thắng 4-1 ở League Cup trước Sunderland vào ngày 22 tháng 9, và trận thua 1-4 trước Tottenham ở Premier League vào ngày 26 tháng 9. Vào ngày 3 tháng 10, anh ghi bàn trong chiến thắng 6–1 của đội trước Newcastle United.
Vào ngày 2 tháng 10, De Bruyne được công bố là một trong những cầu thủ có tên trong danh sách sơ bộ cho giải thưởng Quả bóng vàng FIFA danh giá, cùng với các đồng đội Agüero và Yaya Touré . Vào ngày 20 tháng 10, anh được FIFA tiết lộ là một trong 23 cầu thủ có tên trong danh sách rút gọn cho Quả bóng vàng. Vào ngày 21 tháng 10, De Bruyne ghi bàn thắng quyết định ở phút bù giờ vào lưới Sevilla ở lượt trận thứ 3 vòng bảng UEFA Champions League, giúp Man City thu hẹp khoảng cách với đội đầu bảng Juventus xuống còn 1 điểm. Vào ngày 1 tháng 12, anh lập cú đúp trong chiến thắng 4–1 trước Hull City để đưa Manchester City lọt vào bán kết League Cup.
Vào ngày 27 tháng 1 năm 2016, De Bruyne ghi một bàn thắng trong chiến thắng 3–1 ở bán kết League Cup trước Everton, nhưng dính chấn thương ở đầu gối phải khiến anh phải nghỉ thi đấu hai tháng. Vào ngày 2 tháng 4, De Bruyne trở lại sau chấn thương trong chiến thắng 4–0 trên sân khách trước Bournemouth, ghi bàn thắng thứ hai cho đội ở phút 12. Vào ngày 6 tháng 4, anh ghi bàn mở tỷ số trong trận hòa 2–2 với Paris Saint-Germain trong trận tứ kết luợt đi UEFA Champions League tại Parc des Princes. Sáu ngày sau, De Bruyne ghi bàn thắng duy nhất của trận tứ kết lượt về, đưa Manchester City vào bán kết Champions League lần đầu tiên trong lịch sử câu lạc bộ. Mark Ogden viết trên tờ The Independent: "Đó là một bàn thắng tuyệt đẹp của cầu thủ người Bỉ, anh ấy đã chạm bóng, khống chế bóng trước khi dứt điểm đánh bại Kevin Trapp từ rìa vòng cấm." Bàn thắng tiếp theo của De Bruyne đến vào ngày 8 tháng 5 năm 2016 trong trận hòa 2–2 với Arsenal, mặc dù kết quả này khiến hy vọng giành suất dự Champions League của Man City vuột khỏi tầm tay họ.

#### Mùa giải 2016–17
—Pep Guardiola ngày 17 tháng 9 năm 2016 mô tả De Bruyne sau màn trình diễn xuất sắc của anh cho Man City 
Vào ngày 10 tháng 9 năm 2016, De Bruyne ghi bàn và kiến tạo trong trận derby Manchester đầu tiên của mùa giải mà Man City thắng 2-1 và được trao giải Cầu thủ xuất sắc nhất trận . Vào ngày 17 tháng 9 năm 2016, De Bruyne giành giải Cầu thủ xuất sắc nhất trận trong chiến thắng 4–0 trước Bournemouth. De Bruyne ghi bàn đầu tiên, mở ra cơ hội dẫn đến bàn thứ hai và thứ ba, cuối cùng kiến tạo bàn thứ tư. Sau kỳ nghỉ quốc tế, Manchester City hòa 1-1 khi gặp Everton vào ngày 15 tháng 10 năm 2016. Agüero và De Bruyne đều đá hỏng phạt đền trong khi Nolito vào sân từ băng ghế dự bị để gỡ hòa cho Man City.
Vào ngày 1 tháng 11, De Bruyne ghi bàn từ một quả đá phạt trực tiếp trong chiến thắng 3-1 của đội trước Barcelona. Vào ngày 21 tháng 1 năm 2017, anh ghi một bàn và kiến tạo cho Leroy Sané trong trận hòa 2-2 trên sân nhà trước Tottenham Hotspur ; sau đó anh được vinh danh là cầu thủ hay nhất trận đấu. Vào ngày 19 tháng 3, De Bruyne đã thi đấu xuất sắc trong trận hòa 1-1 trước Liverpool tại sân Etihad, nơi anh kiến tạo cho Agüero.

#### Mùa giải 2017–18

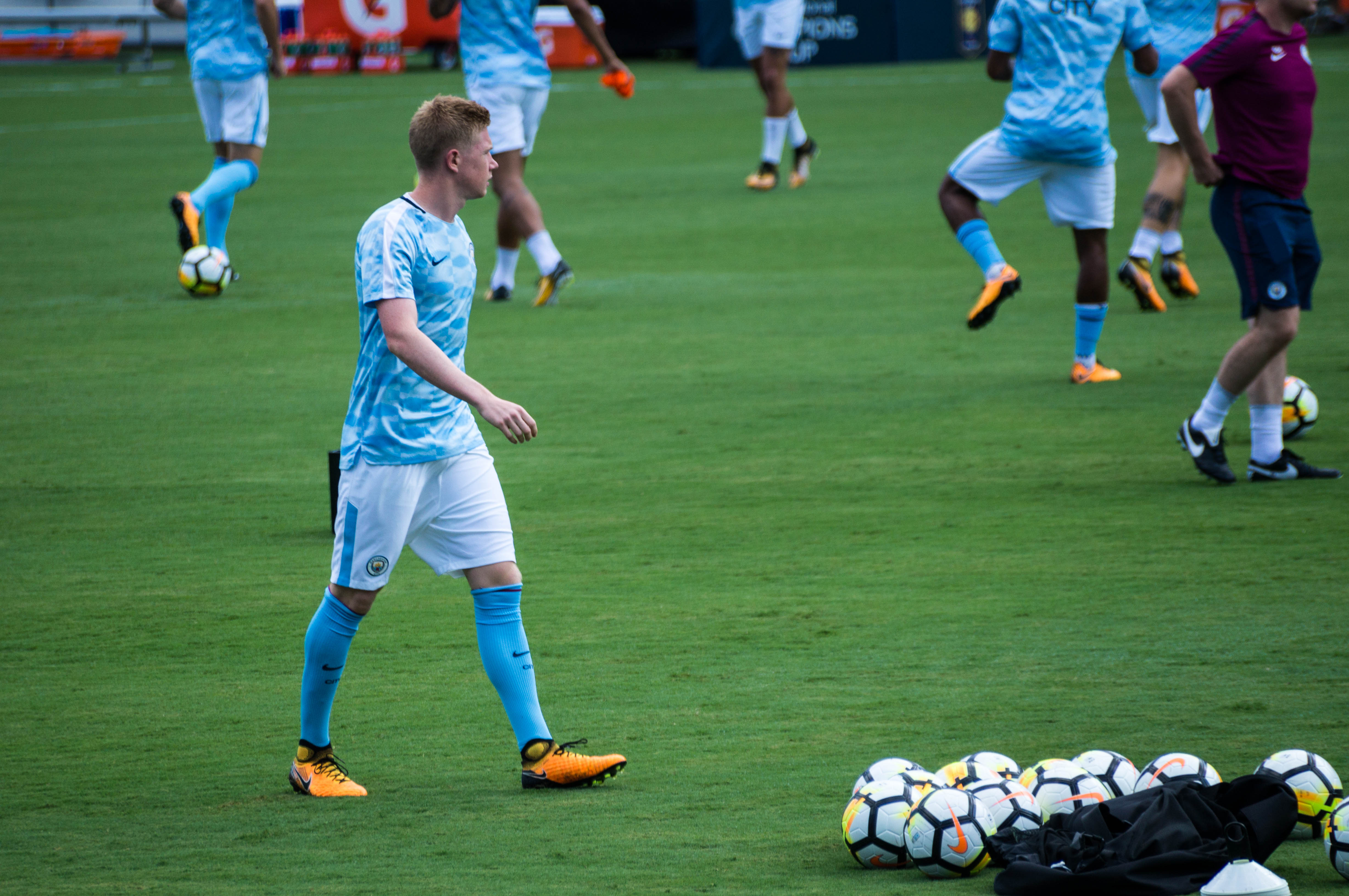
De Bruyne trong một buổi tập trước mùa giải 2017-18

De Bruyne đã kiến tạo cho cả Agüero và Gabriel Jesus, vào ngày 9 tháng 9 năm 2017, trong chiến thắng 5–0 trên sân nhà trước Liverpool.  Vào ngày 16 tháng 9, De Bruyne kiến tạo cho Agüero ghi bàn thắng đầu tiên trong chiến thắng 6–0 trước Watford. Vào ngày 30 tháng 9, anh ghi bàn thắng đầu tiên trong mùa giải Premier League 2017–18, khi Man City đánh bại Chelsea với tỷ số 1–0 tại Stamford Bridge. Vào ngày 14 tháng 10, De Bruyne đã có hai pha kiến tạo trong chiến thắng 7–2 trước Stoke City. Vào ngày 5 tháng 11, De Bruyne ghi bàn trong chiến thắng 3-1 trước Arsenal.  Vào ngày 18 tháng 11, anh ghi bàn trong chiến thắng 2–0 trên sân khách trước Leicester City. Vào ngày 29 tháng 11, anh ghi bàn mở tỷ số cho Man City và kiến tạo cho Raheem Sterling ghi bàn thắng ở phút cuối trong chiến thắng 2-1 trước Southampton.
Vào ngày 13 tháng 12, De Bruyne ghi bàn trong chiến thắng 4–0 trên sân khách trước Swansea City, kéo dài kỷ lục thắng liên tiếp ở giải đấu cao nhất của họ lên 15 trận. Vào ngày 16 tháng 12, anh ghi bàn trong chiến thắng 4–1 trước Tottenham Hotspur; Pep Guardiola nói rằng De Bruyne đang "giúp câu lạc bộ trở thành một tổ chức tốt hơn". Vào ngày 27 tháng 12, De Bruyne đã kiến tạo cho Sterling ghi bàn trong chiến thắng 1–0 trước Newcastle United. Vào ngày 9 tháng 1 năm 2018, De Bruyne ghi bàn trong chiến thắng 2-1 trước Bristol City trong trận bán kết lượt đi EFL Cup. Vào ngày 20 tháng 1, anh kiến tạo cho Agüero bàn thắng đầu tiên (Agüero sau đó lập hat-trick), trong chiến thắng 3–1 trước Newcastle United.

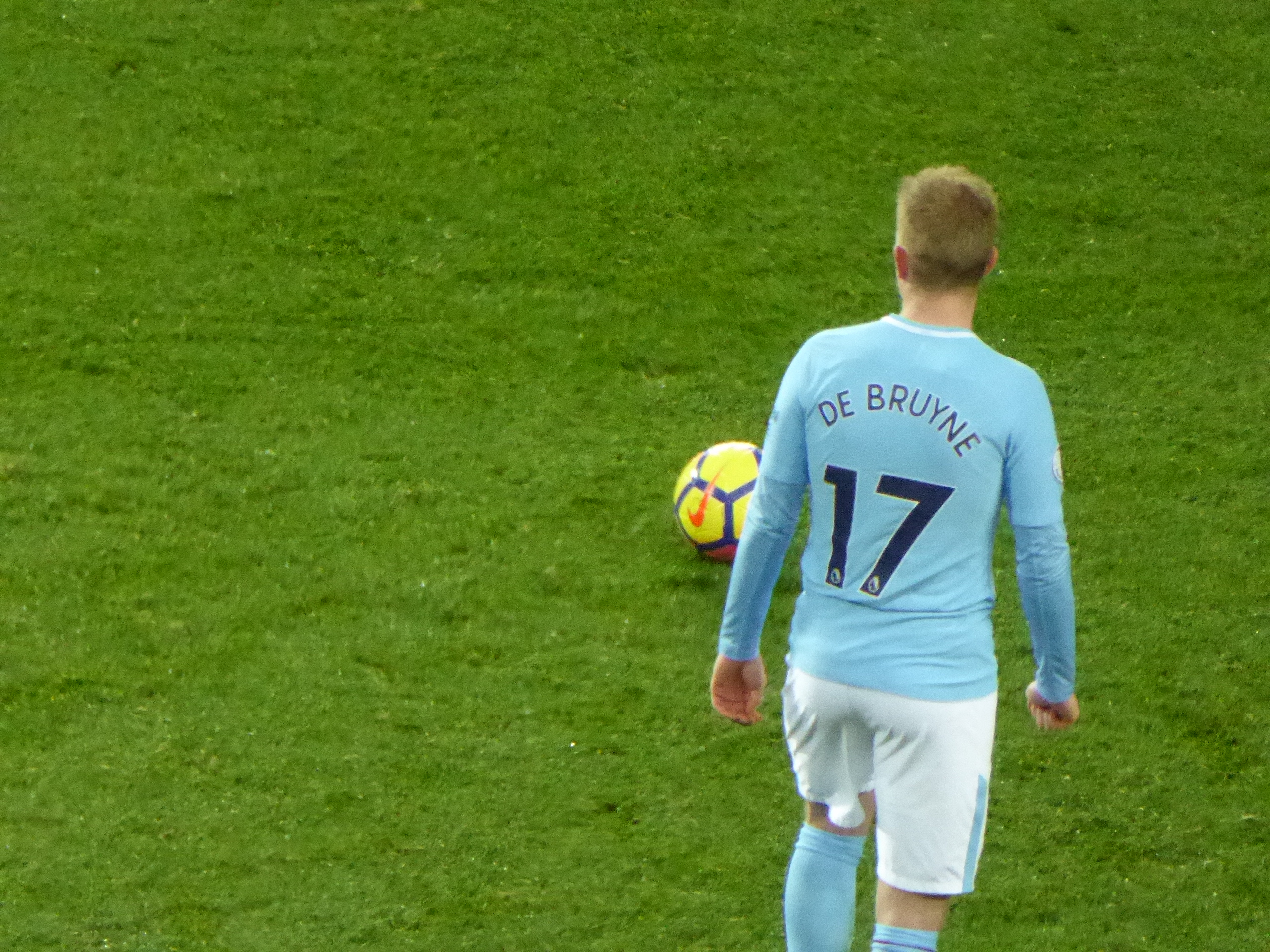
De Bruyne trong trận derby Manchester tại Old Trafford, vào ngày 10 tháng 12 năm 2017, Man City thắng 2-1

Vào ngày 22 tháng 1, De Bruyne gia hạn hợp đồng với câu lạc bộ đến năm 2023. Một ngày sau, anh ghi bàn quyết định trong chiến thắng 3–2 trước Bristol City trong trận bán kết lượt về EFL Cup, giúp Man City tiến vào trận chung kết, sau khi giành chiến thắng với tỷ số chung cuộc 5–3. Vào ngày 31 tháng 1, anh ghi bàn và kiến tạo trong chiến thắng 3–0 trước West Bromwich Albion , và được BBC bầu chọn là Cầu thủ xuất sắc nhất trận. Vào ngày 10 tháng 2, anh thực hiện ba pha kiến tạo, hai cho Agüero và một cho Raheem Sterling, trong chiến thắng 5–1 trước Leicester City, nâng tổng số đường kiến tạo của anh lên 14. Vào ngày 25 tháng 2, anh đá chính trong trận chung kết Cúp EFL 2018 với Arsenal và chơi trọn 90 phút, giúp Manchester City giành chiến thắng 3–0 để giành được danh hiệu đầu tiên của mùa giải 2017–18 và chiếc cúp đầu tiên của họ dưới thời Pep Guardiola.
Vào ngày 31 tháng 3, De Bruyne kiến tạo cho Gabriel Jesus trong chiến thắng 3–1 trước Everton, đảm bảo rằng Man City chỉ cần thắng một trận nữa để vô địch Premier League. Vào ngày 22 tháng 4, anh ghi bàn trong chiến thắng 5–0 trước Swansea City.  Vào ngày 13 tháng 5, vào ngày cuối cùng của mùa giải, De Bruyne đã kiến tạo cho Gabriel Jesus ghi bàn duy nhất trong chiến thắng 1–0 trước Southampton, nâng tổng số điểm của nhà vô địch Man City lên 100. De Bruyne cũng được bầu chọn là Cầu thủ hay nhất trận của BBC. Với 16 pha kiến tạo trong suốt mùa giải, De Bruyne đã giành được giải thưởng Cầu thủ kiến tạo xuất sắc nhất mùa giải của Premier League. Anh cũng được bầu chọn vào Đội hình PFA của năm và là Cầu thủ xuất sắc nhất mùa giải của Manchester City.

#### Mùa giải 2018–19
Vào ngày 15 tháng 8 năm 2018, De Bruyne gặp chấn thương đầu gối trong một buổi tập, một số trang web đưa tin rằng anh có thể phải nghỉ thi đấu tới ba tháng. Hai ngày sau, Manchester City xác nhận rằng De Bruyne đã bị tổn thương dây chằng bên ở đầu gối phải, không cần phẫu thuật và dự kiến nghỉ thi đấu trong ba tháng. Ngay sau khi De Bruyne trở lại thi đấu vào tháng 10 năm 2018, anh một lần nữa dính chấn thương dây chằng đầu gối ở vòng 4 EFL Cup gặp Fulham. Chấn thương dự kiến sẽ khiến anh phải ngồi ngoài trong 5–6 tuần, nhưng De Bruyne đã trở lại tập luyện sớm hơn nhiều so với dự kiến chỉ sau 3 tuần nghỉ thi đấu. Anh vào sân thay người trong trận chung kết FA Cup với Watford, ghi bàn thắng thứ ba và kiến tạo hai bàn nữa, giúp Man City thắng 6-0 và hoàn thành cú ăn ba quốc nội đầu tiên trong lịch sử bóng đá Anh. Màn trình diễn của De Bruyne giúp anh được trao tặng giải thưởng là Cầu thủ hay nhất trận đấu.

#### Mùa giải 2019–20
Vào ngày 30 tháng 11 năm 2019, De Bruyne ghi bàn từ một cú vô lê trong trận hòa 2–2 trước Newcastle, pha lập công này sau đó được bầu chọn là Bàn thắng đẹp nhất tháng 11 của Premier League. Vào ngày 15 tháng 12, anh ghi một cú đúp trong chiến thắng 3–0 ở Premier League trước Arsenal tại Emirates.
De Bruyne ghi bàn thắng thứ 50 cho Man City trên mọi đấu trường vào ngày 26 tháng 2 năm 2020 trong chiến thắng 2-1 của họ trước Real Madrid tại trận lượt đi vòng 1/8 Champions League .
Trong trận đấu cuối cùng của mùa giải tại Premier League, Man City đã đánh bại Norwich City với tỷ số 5–0 trên sân nhà. De Bruyne ghi hai bàn và có pha kiến tạo thứ 20 tại giải đấu, cân bằng kỷ lục của Thierry Henry về số đường kiến tạo nhiều nhất trong một mùa giải. Cú sút xa nâng tỉ số lên 2-0 trong trận đấu đó cũng giúp anh giành giải Bàn thắng đẹp nhất tháng ở Premier League lần thứ hai trong mùa giải.
Vào cuối mùa giải, anh được trao giải Cầu thủ xuất sắc nhất mùa giải Premier League sau khi ghi 13 bàn, 20 pha kiến tạo và tạo ra 104 cơ hội từ những pha bóng mở, nhiều nhất đối với một cầu thủ ở năm giải đấu hàng đầu châu Âu kể từ năm 2006 .
Anh cũng có tên trong Đội hình PFA của năm và giành được giải thưởng Cầu thủ xuất sắc nhất năm của PFA, trở thành cầu thủ Manchester City đầu tiên giành được giải thưởng này.

#### Mùa giải 2020–21

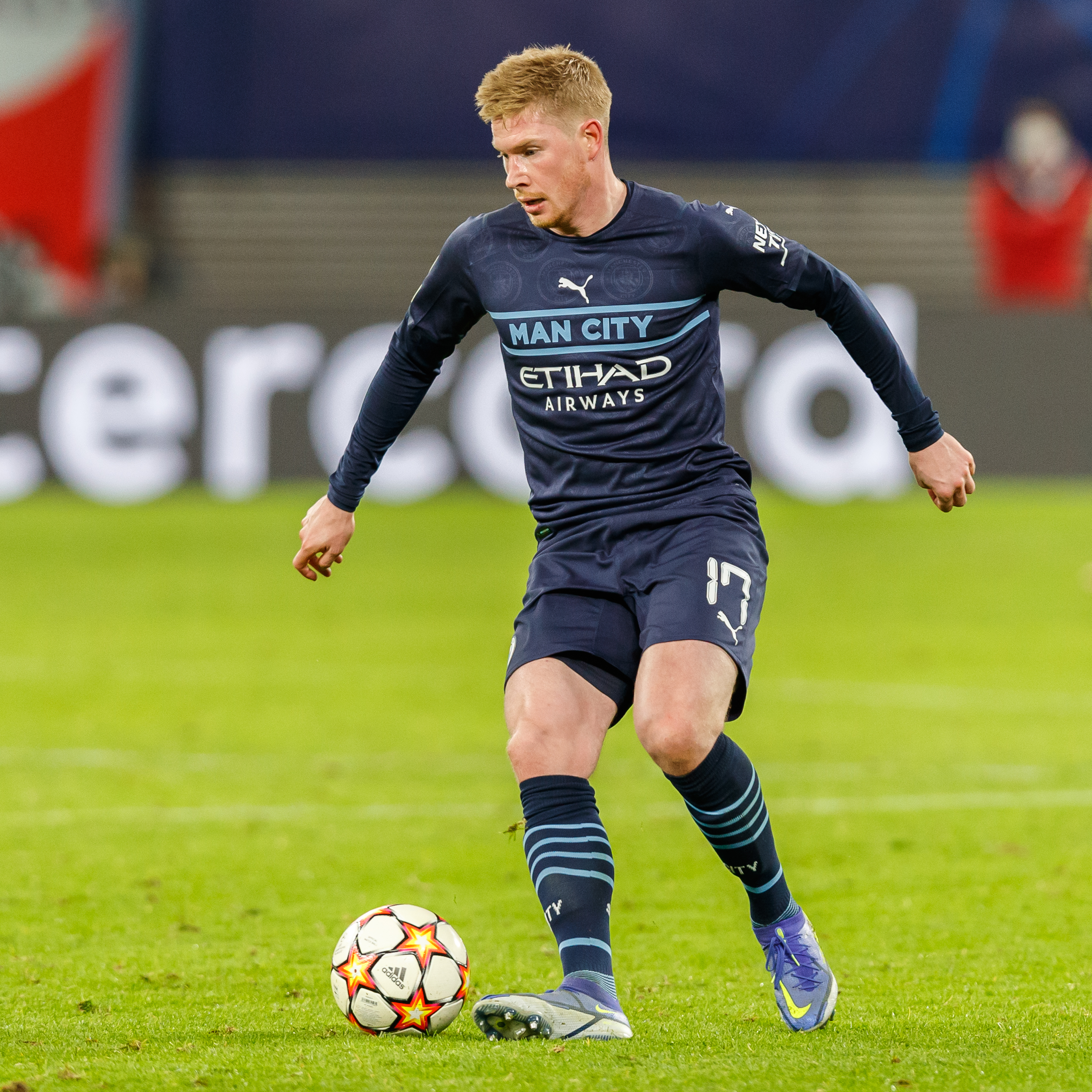
De Bruyne chơi cho Manchester City ở Champions League gặp RB Leipzig năm 2021.

Vào ngày 21 tháng 9 năm 2020, De Bruyne ghi bàn và kiến tạo trong chiến thắng 3–1 trên sân khách trước Wolverhampton Wanderers trong trận đấu đầu tiên của mùa giải. Trong cuộc tiếp đón nhà vô địch Premier League Liverpool trên sân nhà, De Bruyne đã kiến tạo cho Gabriel Jesus gỡ hòa trước khi thực hiện hỏng một quả phạt đền. Trận đấu kết thúc với tỷ số hòa 1-1. Vào ngày 7 tháng 4, De Bruyne ký hợp đồng 4 năm,  sau khi đàm phán với sự trợ giúp của dữ liệu thống kê để làm cơ sở cho việc tăng lương 30%.
Vào ngày 25 tháng 4 năm 2021, từ quả đá phạt của De Bruyne, Aymeric Laporte đánh đầu vào lưới Tottenham, giúp Man City giành chiến thắng 1–0 trong trận chung kết EFL Cup tại Sân vận động Wembley. Vào ngày 28 tháng 4, anh ghi một bàn thắng trong chiến thắng 2-1 trên sân khách trước Paris Saint-Germain ở bán kết lượt đi Champions League. Vào ngày 29 tháng 5, De Bruyne dính chấn thương đầu sau khi va chạm với Antonio Rüdiger ở hiệp hai trận chung kết Champions League, và được thay thế bởi Gabriel Jesus. Chung cuộc, đội bóng của anh nhận thất bại 0-1 trước Chelsea. Kết quả kiểm tra y tế sau trận đấu cho thấy De Bruyne đã bị gãy xương mũi cấp tính và gãy xương hốc mắt trái, khiến cơ hội tham dự UEFA Euro 2020 của anh bị bỏ ngỏ.
Vào cuối mùa giải, Kevin được trao giải Cầu thủ xuất sắc nhất năm của PFA.

#### Mùa giải 2021–22
Vào ngày 26 tháng 4 năm 2022, De Bruyne ghi bàn thắng nhanh nhất ở trận bán kết Champions League sau 93 giây trong chiến thắng 4–3 trước Real Madrid ở trận lượt đi. Vào ngày 11 tháng 5, anh ghi bốn bàn trong vòng 24 phút trong chiến thắng 5–1 của City trước Wolverhampton; đây là hat-trick đầu tiên của anh với câu lạc bộ và là cú hat-trick nhanh thứ ba trong lịch sử Premier League. Bình luận viên Andy Hinchcliffe của Sky Sports đã mô tả chiến tích này là "Hai mươi ba phút của thiên tài bóng đá", và Jeremy Wilson viết trên tờ The Daily Telegraph "Cú hat-trick 'chân không thuận' của De Bruyne là một trong những màn trình diễn hay nhất lịch sử Premier League".
De Bruyne một lần nữa được trao giải Cầu thủ xuất sắc nhất mùa giải Premier League, trở thành cầu thủ thứ tư nhiều hơn một lần giành được giải thưởng này. Anh cũng tiếp tục giành được giải thưởng Cầu thủ xuất sắc nhất năm của Manchester City lần thứ tư, cân bằng thành tích của Richard Dunne. Ngoài ra, anh kết thúc mùa giải với tư cách là 'vua phá lưới' của câu lạc bộ tại Premier League với 15 bàn thắng, đây cũng là thành tích cá nhân tốt nhất của anh.

#### Mùa giải 2022–23
Vào ngày 15 tháng 3 năm 2023, anh ghi một bàn thắng từ một pha sút xa ngoài vòng cấm địa trong trận hủy diệt RB Leipzig với tỷ số 7–0 ở vòng 16 đội Champions League.  Vào ngày 26 tháng 4, De Bruyne ghi một cú đúp và một kiến tạo trong chiến thắng 4–1 trước Arsenal, giúp thu hẹp khoảng cách với chính đối thủ trên bảng xếp hạng xuống còn hai điểm, khi đội của anh còn hai trận chưa đấu. Vào ngày 9 tháng 5, Kevin ghi bàn gỡ hòa trong trận hòa 1-1 trên sân khách trước Real Madrid ở trận bán kết lượt đi Champions League, qua đó anh đã ghi bàn ở bán kết ba năm liên tiếp.
Vào ngày 10 tháng 6, anh chỉ chơi 36 phút trong trận chung kết Champions League thứ hai của mình do chấn thương gân khoeo và được thay thế bởi Phil Foden. Cuối cùng, Manchester City đã giành chiến thắng 1–0 trước Inter Milan. Đội bóng nói chung và cá nhân De Bruyne nói riêng đã hoàn tất cú ăn ba lịch sử và có được danh hiệu cấp châu lục đầu tiên.
Sau khi mùa giải kết thúc, De Bruyne được đề cử giải Cầu thủ nam xuất sắc nhất năm của UEFA cùng với Lionel Messi và đồng đội ở Manchester City, Erling Haaland.

#### Mùa giải 2023–24
De Bruyne bắt đầu mùa giải 2023–24 khi vào sân thay người ở Siêu cúp Anh 2023 trước Arsenal; anh đã đá hỏng quả phạt đền khi Pháo thủ thắng 4-1 trong loạt sút luân lưu. Vào ngày 11 tháng 8, anh tái phát chấn thương gân khoeo trong trận mở màn mùa giải với Burnley, sau đó nhiều nguồn tin uy tín xác nhận rằng anh sẽ phải ngồi ngoài từ 4 đến 5 tháng. Anh trở lại sau chấn thương vào ngày 7 tháng 1 năm 2024, có một pha kiến tạo trong chiến thắng 5–0 trước Huddersfield Town ở vòng 3 Cúp FA. Sáu ngày sau, anh vào sân từ băng ghế dự bị, ghi bàn thắng đầu tiên trong mùa giải và kiến tạo một bàn khác trong chiến thắng ngược dòng 3–2 trên sân khách trước Newcastle United.
Vào ngày 6 tháng 4, De Bruyne ghi bàn thắng thứ 100 cho Manchester City trong chiến thắng 4–2 tại Crystal Palace. Vào ngày 17 tháng 4, anh ghi bàn gỡ hòa 1–1 với Real Madrid ở lượt về tứ kết Champions League, cân bằng tổng tỷ số là 4–4; tuy nhiên, đội bóng của anh đã thua 4–3 trong loạt sút luân lưu. Vào ngày 19 tháng 5, anh đã giành được danh hiệu Premier League thứ 6 với câu lạc bộ ở vòng đấu cuối cùng của mùa giải.

## Sự nghiệp đội tuyển quốc gia

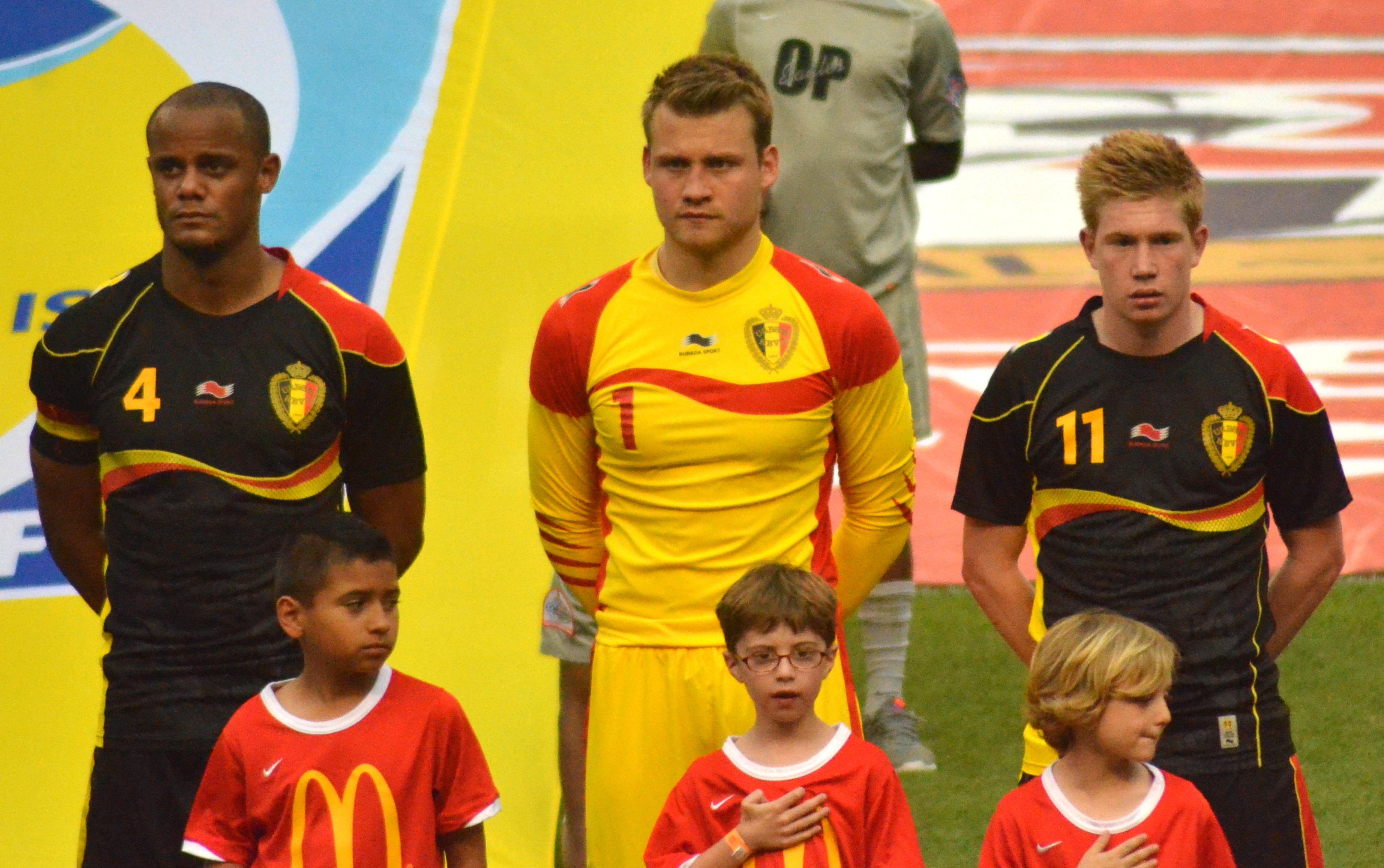
De Bruyne (phải) khoác áo tuyển năm 2013, cùng Vincent Kompany (trái) và Simon Mignolet (giữa).

De Bruyne khoác áo tuyển Bỉ ở cấp độ U-18, U-19 và U-21. Anh ra mắt đội tuyển Bỉ vào ngày 11 tháng 8 năm 2010 trong trận giao hữu quốc tế với Phần Lan ở Turku ; trận đấu kết thúc với tỷ số thua 0-1 cho Bỉ. Trước khi ra mắt chính thức cho đội tuyển Bỉ, De Bruyne đã đủ điều kiện chơi cho Burundi, quê hương của mẹ anh.
De Bruyne trở thành cầu thủ trụ cột của đội tuyển Bỉ trong chiến dịch vòng loại FIFA World Cup 2014, nơi anh ghi bốn bàn giúp Quỷ đỏ vượt qua vòng loại giải đấu lớn đầu tiên sau 12 năm.

### 2014–2016: Lần đầu tiên tham dự World Cup và Euro

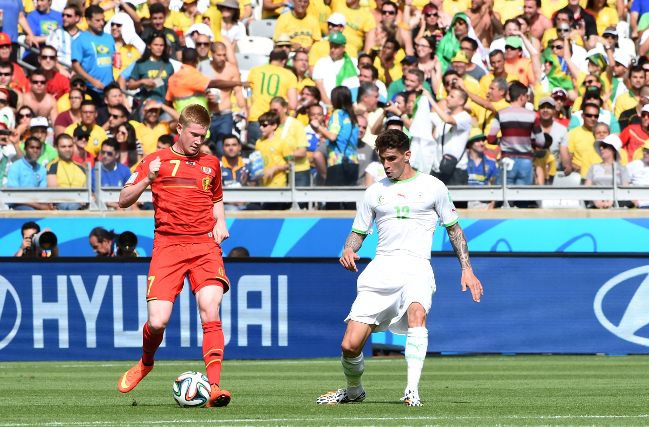
De Bruyne chơi cho trong trận gặp tại FIFA World Cup 2014.

Ngày 13 tháng 5 năm 2014, anh có tên trong đội hình đội tuyển Bỉ tại World Cup 2014. Trong trận đấu đầu tiên của họ tại giải đấu, gặp Algeria ở Belo Horizonte, De Bruyne đã kiến tạo cho Marouane Fellaini gỡ hòa và được bầu là cầu thủ xuất sắc nhất trận. Ở vòng 1/8, De Bruyne đã ghi bàn thắng mở tỷ số của Bỉ ở phút thứ ba của hiệp phụ khi họ đánh bại Hoa Kỳ với tỷ số 2-1. Anh và đồng đội đã phải dừng bước sau khi thua Á quân của giải đấu năm đó là Argentina với tỉ số 1–0 nhờ pha làm bàn của Gonzalo Higuaín.
Vào ngày 10 tháng 10 năm 2014, De Bruyne đã ghi hai bàn trong chiến thắng 6-0 trước Andorra tại vòng loại UEFA Euro 2016, bằng với chiến thắng đậm nhất của đội tại vòng loại châu Âu từ năm 1986. Vào ngày 3 tháng 9 năm 2015, anh ghi bàn trong chiến thắng 3-1 trước Bosnia và Herzegovina. Vào ngày 10 tháng 10 năm 2015, De Bruyne đã ghi bàn trong chiến thắng 4-1 trước Andorra, qua đó đưa Bỉ góp mặt tại UEFA Euro 2016. Ba ngày sau, anh ghi bàn trong chiến thắng 3-1 trước Israel, giúp Bỉ giành vị trí đầu bảng. Vào ngày 31 tháng 5 năm 2016, De Bruyne đã được chọn vào đội hình 23 người của đội tuyển Bỉ cho chiến dịch UEFA Euro 2016. Vào ngày 18 tháng 6 năm 2016, De Bruyne đã được khen ngợi vì màn trình diễn trong chiến thắng 3-0 của Bỉ trước Cộng hòa Ireland. Vào ngày 26 tháng 6 năm 2016, De Bruyne đã được BBC bầu chọn là cẩu thủ xuất sắc nhất trận cho màn trình diễn của anh trong chiến thắng 4-0 trước Hungary ở vòng 16 đội, nơi anh đã có hai pha kiến tạo. Vào ngày 2 tháng 7 năm 2016, đội bóng của anh đã phải dừng bước ở Euro 2016 sau trận thua Xứ Wales của Gareth Bale chơi quá xuất sắc với tỷ số 1-3 trong đó người ghi bàn duy nhất cho tuyển Bỉ là Radja Nainggolan.

### 2016–2018: World Cup 2018

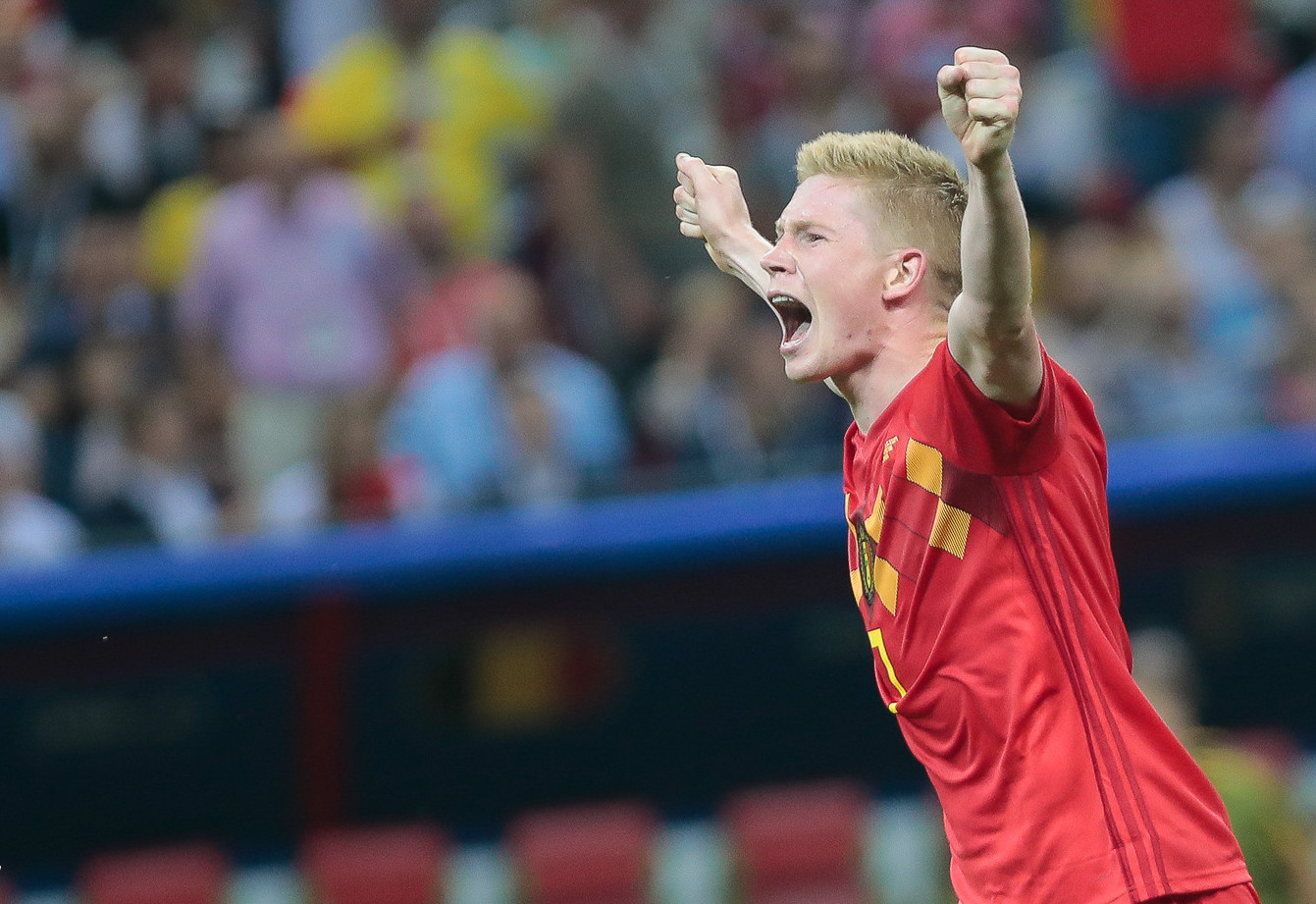
De Bruyne ăn mừng chiến thắng 2-1 của Bỉ trước tại FIFA World Cup 2018.

De Bruyne đã được chọn vào đội hình 23 người của Bỉ cho chiến dịch FIFA World Cup 2018.  Vào ngày 18 tháng 6, trong trận mở màn với Panama, De Bruyne đã có pha kiến tạo đẳng cấp cho Romelu Lukaku dành chiến thắng 3-0 đầy thuyết phục. Vào ngày 6 tháng 7, anh đã ghi bàn thắng thứ hai từ một cú sút xa trái phá trong chiến thắng 2-1 trước Brazil ở vòng tứ kết và được bầu chọn là cầu thủ xuất sắc nhất trận đấu. Ở bán kết, Bỉ đã thất thủ 0-1 trước nhà vô địch của giải là Pháp.  Vào ngày 14 tháng 7, De Bruyne kiến tạo cho Eden Hazard ấn định thắng lợi 2-0 trước đội tuyển Anh trong trận tranh hạng ba.

### 2018–2022: Euro 2020 và World Cup 2022

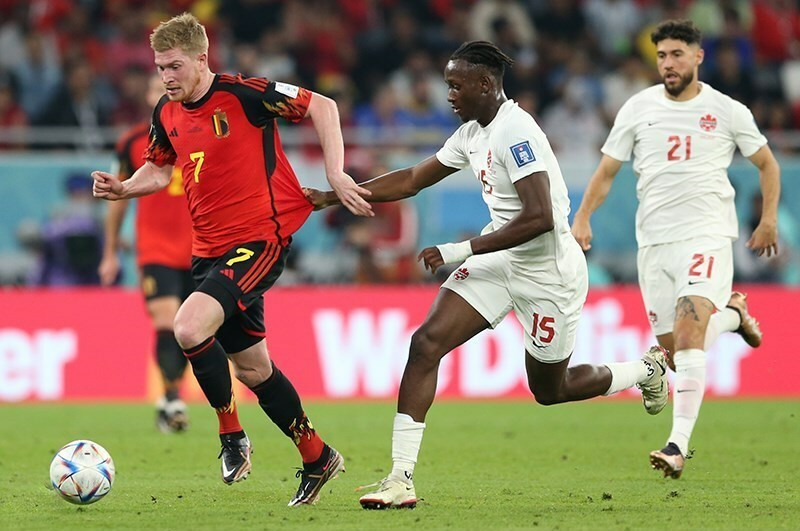
Kevin kiểm soát bóng cho Bỉ trong trận gặp tại FIFA World Cup 2022.

Vào ngày 17 tháng 6 năm 2021, De Bruyne kiến tạo bàn đầu tiên và ghi bàn thắng thứ hai trong chiến thắng 2-1 trước Đan Mạch tại UEFA Euro 2020. Sau đó, anh bị chấn thương mắt cá do pha vào bóng từ phía sau của João Palhinha của Bồ Đào Nha trong trận đấu tại vòng 16 đội; Bỉ đã chiến thắng 1–0 với bàn thắng duy nhất của Thorgan Hazard từ một pha sút xa ngoài vòng cấm. Vào ngày 2 tháng 7, huấn luyện viên tuyển Bỉ Roberto Martinez nói rằng De Bruyne có thể bình phục kịp thời cho trận tứ kết vào tối hôm đó, mặc dù anh đã không tập luyện cả tuần và sau đó anh đã được xác nhận trong đội hình xuất phát. Trận đấu khép lại với thất bại 1-2 của Bỉ trước Ý với hai pha lập công của Nicolò Barella và Lorenzo Insigne, trong khi Romelu Lukaku ghi bàn danh dự cho tuyển Bỉ trên chấm phạt đền.
Anh tiếp tục có mặt trong danh sách 26 cầu thủ tham dự World Cup 2022 của đội tuyển Bỉ. Ở giải đấu này anh đá chính tất cả các trận đấu của Bỉ, tuy nhiên đây lại giải đấu đáng quên với đội tuyển của anh khi họ bị loại ngay từ vòng bảng. Tuyển Bỉ khởi đầu khá khó khăn khi chỉ dành được chiến thắng tối thiểu trước Canada ở vòng đấu đầu tiên nhờ công của Michy Batshuayi. Sang lượt trận thứ hai, Quỷ đỏ thi đấu thất vọng và để thua Maroc với tỷ số 0–2. Vào ngày 1 tháng 12 năm 2022, Bỉ chính thức bị loại khỏi World Cup sau khi hoà Croatia với tỷ số 0–0.

#### 2022–nay: Mang băng đội trưởng
Vào ngày 21 tháng 3 năm 2023, De Bruyne được công bố là đội trưởng mới của Bỉ, sau khi Eden Hazard nghỉ thi đấu quốc tế. Một tuần sau, anh ghi một bàn thắng và hai đường kiến tạo, giúp Bỉ đánh bại Đức lần đầu tiên kể từ năm 1954 trong một trận giao hữu, bằng chiến thắng 3–2 trên sân khách. Vào ngày 28 tháng 5 năm 2024, anh được chọn vào đội hình Bỉ tham dự UEFA Euro 2024. Vài ngày sau, vào ngày 5 tháng 6, anh có trận đấu quốc tế thứ 100, trong đó anh cũng ghi một bàn thắng, trong chiến thắng giao hữu 2–0 trước Montenegro trước giải đấu.

## Phong cách thi đấu
Được coi là một cầu thủ thông minh và đa năng, De Bruyne chơi chủ yếu ở vị trí tiền vệ trung tâm hoặc tiền vệ tấn công lệch phải (tại Manchester City). Với bộ kỹ năng chơi bóng đa dạng và toàn diện của mình, anh cũng có thể hoạt động ở nhiều vị trí khác trên hàng tiền đạo và tiền vệ như tiền vệ cánh, tiền đạo lùi, số 9 ảo, thậm chí là tiền vệ kiến thiết lùi sâu, tiền vệ box-to-box. Anh ấy được các chuyên gia đánh giá là một trong những cầu thủ có phong cách chơi bóng hiện đại và hoàn hảo nhất hiện nay, nhờ kỹ thuật, kỹ năng, tốc độ, tầm nhìn, khả năng chuyền bóng và tạt bóng cực kì chính xác, phạm vi chuyền rộng, và những cú sút xa uy lực bằng cả hai chân.

## Đời tư

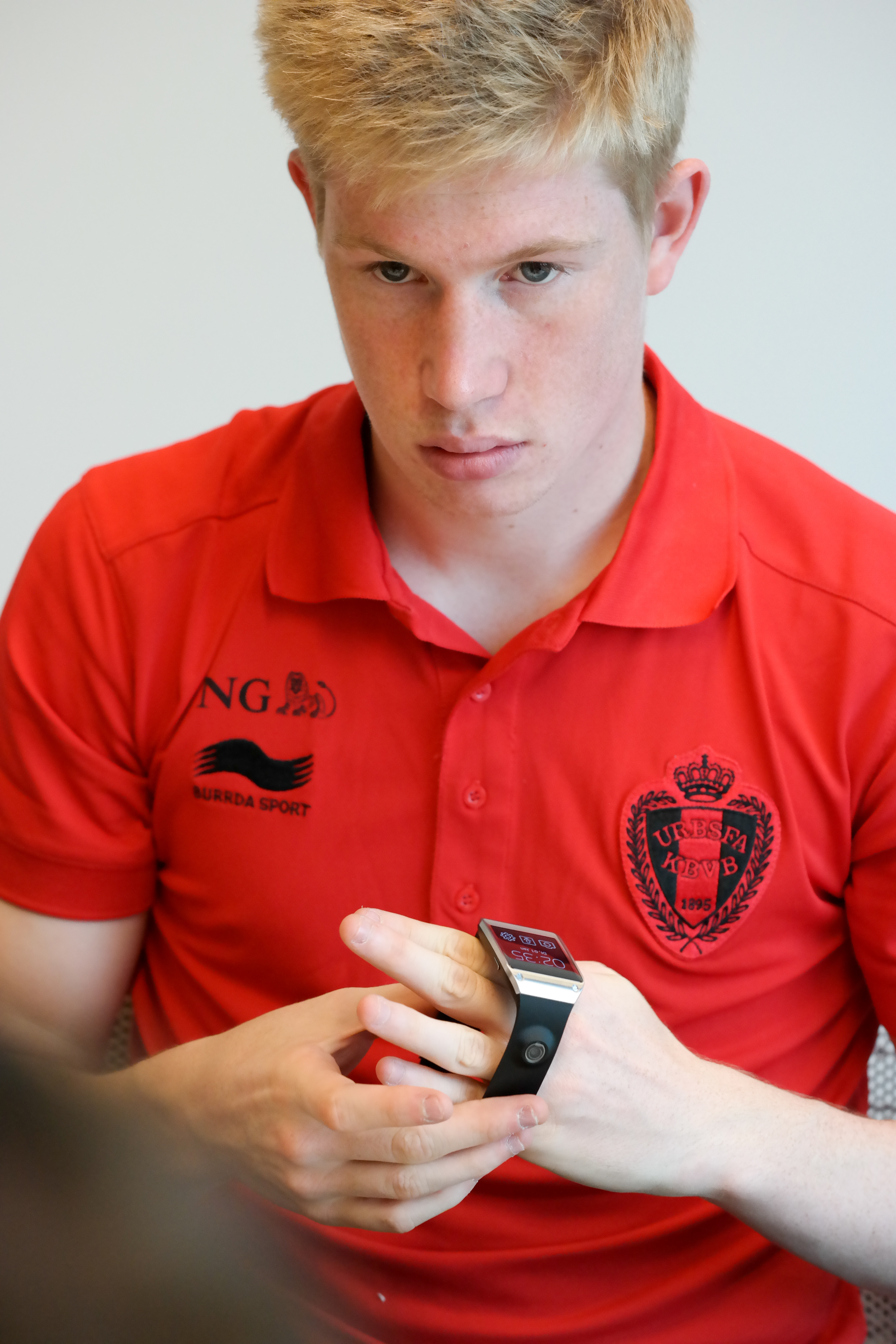
De Bruyne năm 2012

Mẹ của De Bruyne có quốc tịch Bỉ. Bà sinh ra ở Burundi và từng sống ở Bờ Biển Ngà. Bà lớn lên ở London, sau khi cha mẹ người Flemish của bà chuyển đến Anh vì lý do công việc. Chỉ khi bà gặp cha của Kevin, Herwig, bà mới trở về Bỉ.
Cha mẹ của De Bruyne định cư tại Drongen, một tiểu đô thị của thành phố Ghent, ở Flanders, vùng nói tiếng Hà Lan của Bỉ. Ngoài tiếng Hà Lan, tiếng mẹ đẻ của mình, De Bruyne còn nói được tiếng Anh, tiếng Pháp và tiếng Đức.
De Bruyne đã có mối quan hệ với Michèle Lacroix từ năm 2014. Cặp đôi kết hôn vào tháng 6 năm 2017 và có ba người con.
Cuốn tự truyện của De Bruyne có tựa đề Keep It Simple, được Borgerhoff & Lamberigts xuất bản vào tháng 10 năm 2014, sau một sự cố giữa De Bruyne và đồng hương của anh, cầu thủ bóng đá Thibaut Courtois, trong đó bạn gái khi đó của De Bruyne đã bỏ anh để đến với Courtois. De Bruyne đã viết trong cuốn tự truyện của mình, "Mặc dù tôi vẫn không thể tin những gì Courtois đã làm, chúng tôi vẫn tiếp tục làm việc cùng nhau như những cầu thủ chuyên nghiệp."

## Thống kê sự nghiệp

### Câu lạc bộ
Tính đến 25 tháng 5 năm 2025
| Câu lạc bộ           | Mùa bóng            | Giải đấu            | Giải đấu | Giải đấu | Cúp quốc gia | Cúp quốc gia | Cúp liên đoàn | Cúp liên đoàn | Châu Âu | Châu Âu | Khác | Khác | Tổng cộng | Tổng cộng |
| Câu lạc bộ           | Mùa bóng            | Mùa giải            | Trận     | Bàn      | Trận         | Bàn          | Trận          | Bàn           | Trận    | Bàn     | Trận | Bàn  | Trận      | Bàn       |
| -------------------- | ------------------- | ------------------- | -------- | -------- | ------------ | ------------ | ------------- | ------------- | ------- | ------- | ---- | ---- | --------- | --------- |
| Genk                 | 2008–09             | Belgian Pro League  | 2        | 0        | 0            | 0            | —             | —             | —       | —       | —    | —    | 2         | 0         |
| Genk                 | 2009–10             | Belgian Pro League  | 35       | 3        | 2            | 0            | —             | —             | 2       | 0       | 1    | 0    | 40        | 3         |
| Genk                 | 2010–11             | Belgian Pro League  | 32       | 5        | 0            | 0            | —             | —             | 3       | 1       | 0    | 0    | 35        | 6         |
| Genk                 | 2011–12             | Belgian Pro League  | 28       | 8        | 1            | 0            | —             | —             | 6       | 0       | 1    | 0    | 36        | 8         |
| Genk                 | Tổng cộng           | Tổng cộng           | 97       | 16       | 3            | 0            | —             | —             | 11      | 1       | 2    | 0    | 113       | 17        |
| Werder Bremen (mượn) | 2012–13             | Bundesliga          | 33       | 10       | 1            | 0            | —             | —             | —       | —       | —    | —    | 34        | 10        |
| Chelsea              | 2013–14             | Premier League      | 3        | 0        | 0            | 0            | 3             | 0             | 3       | 0       | —    | —    | 9         | 0         |
| Wolfsburg            | 2013–14             | Bundesliga          | 16       | 3        | 2            | 0            | —             | —             | —       | —       | —    | —    | 18        | 3         |
| Wolfsburg            | 2014–15             | Bundesliga          | 34       | 10       | 6            | 0            | —             | —             | 11      | 5       | —    | —    | 51        | 16        |
| Wolfsburg            | 2015–16             | Bundesliga          | 2        | 0        | 1            | 1            | —             | —             | —       | —       | 1    | 0    | 4         | 1         |
| Wolfsburg            | Tổng cộng           | Tổng cộng           | 88       | 23       | 10           | 2            | 0             | 0             | 14      | 5       | 1    | 0    | 116       | 30        |
| Manchester City      | 2015–16             | Premier League      | 25       | 7        | 1            | 1            | 5             | 5             | 10      | 3       | —    | —    | 41        | 16        |
| Manchester City      | 2016–17             | Premier League      | 36       | 6        | 5            | 0            | 1             | 0             | 7       | 1       | —    | —    | 49        | 7         |
| Manchester City      | 2017–18             | Premier League      | 37       | 8        | 3            | 1            | 4             | 2             | 8       | 1       | —    | —    | 52        | 12        |
| Manchester City      | 2018–19             | Premier League      | 19       | 2        | 4            | 2            | 5             | 2             | 4       | 0       | 0    | 0    | 32        | 6         |
| Manchester City      | 2019–20             | Premier League      | 35       | 13       | 2            | 1            | 3             | 0             | 7       | 2       | 1    | 0    | 48        | 16        |
| Manchester City      | 2020–21             | Premier League      | 25       | 6        | 3            | 1            | 4             | 0             | 8       | 3       | —    | —    | 40        | 10        |
| Manchester City      | 2021–22             | Premier League      | 30       | 15       | 3            | 1            | 2             | 1             | 10      | 2       | 0    | 0    | 45        | 19        |
| Manchester City      | 2022–23             | Premier League      | 32       | 7        | 4            | 1            | 2             | 0             | 10      | 2       | 1    | 0    | 49        | 10        |
| Manchester City      | 2023–24             | Premier League      | 18       | 4        | 5            | 0            | 0             | 0             | 2       | 2       | 1    | 0    | 26        | 6         |
| Manchester City      | 2024–25             | Premier League      | 28       | 4        | 4            | 2            | 0             | 0             | 7       | 0       | 1    | 0    | 40        | 6         |
| Manchester City      | Tổng cộng           | Tổng cộng           | 285      | 72       | 34           | 10           | 26            | 10            | 73      | 16      | 4    | 0    | 422       | 108       |
| Napoli               | 2025–26             | Serie A             | 0        | 0        | 0            | 0            | —             | —             | 0       | 0       | 0    | 0    | 0         | 0         |
| Tổng cộng sự nghiệp  | Tổng cộng sự nghiệp | Tổng cộng sự nghiệp | 470      | 111      | 47           | 12           | 29            | 10            | 98      | 22      | 7    | 0    | 651       | 155       |

### Đội tuyển quốc gia
Tính đến 9 tháng 6 năm 2025
| Đội tuyển quốc gia | Năm  | Trận | Bàn |
| ------------------ | ---- | ---- | --- |
| Bỉ                 | 2010 | 1    | 0   |
| Bỉ                 | 2011 | 1    | 0   |
| Bỉ                 | 2012 | 5    | 1   |
| Bỉ                 | 2013 | 11   | 3   |
| Bỉ                 | 2014 | 10   | 3   |
| Bỉ                 | 2015 | 10   | 4   |
| Bỉ                 | 2016 | 10   | 1   |
| Bỉ                 | 2017 | 11   | 0   |
| Bỉ                 | 2018 | 9    | 2   |
| Bỉ                 | 2019 | 6    | 4   |
| Bỉ                 | 2020 | 4    | 1   |
| Bỉ                 | 2021 | 10   | 3   |
| Bỉ                 | 2022 | 9    | 2   |
| Bỉ                 | 2023 | 2    | 1   |
| Bỉ                 | 2024 | 8    | 4   |
| Bỉ                 | 2025 | 4    | 1   |
| Tổng               | Tổng | 111  | 31  |

### Bàn thắng quốc tế
| #   | Ngày                 | Địa điểm                                         | Đối thủ              | Bàn thắng | Kết quả | Giải đấu                      |
| --- | -------------------- | ------------------------------------------------ | -------------------- | --------- | ------- | ----------------------------- |
| 1.  | 12 tháng 10 năm 2012 | Sân vận động Crvena Zvezda, Belgrade, Serbia     | Serbia               | 2–0       | 3–0     | Vòng loại World Cup 2014      |
| 2.  | 22 tháng 3 năm 2013  | Philip II Arena, Skopje, Macedonia               | Bắc Macedonia        | 1–0       | 2–0     | Vòng loại World Cup 2014      |
| 3.  | 7 tháng 6 năm 2013   | Sân vận động Nhà vua Baudouin, Brussels, Bỉ      | Serbia               | 1–0       | 2–1     | Vòng loại World Cup 2014      |
| 4.  | 15 tháng 10 năm 2013 | Sân vận động Nhà vua Baudouin, Brussels, Bỉ      | Wales                | 1–0       | 1–1     | Vòng loại World Cup 2014      |
| 5.  | 26 tháng 5 năm 2014  | Cristal Arena, Genk, Bỉ                          | Luxembourg           | 5–1       | 5–1     | Giao hữu                      |
| 6.  | 1 tháng 7 năm 2014   | Arena Fonte Nova, Salvador, Brasil               | Hoa Kỳ               | 1–0       | 2–1     | World Cup 2014                |
| 7.  | 10 tháng 10 năm 2014 | Sân vận động Nhà vua Baudouin, Brussels, Bỉ      | Andorra              | 1–0       | 6–0     | Vòng loại Euro 2016           |
| 8.  | 10 tháng 10 năm 2014 | Sân vận động Nhà vua Baudouin, Brussels, Bỉ      | Andorra              | 2–0       | 6–0     | Vòng loại Euro 2016           |
| 9.  | 3 tháng 9 năm 2015   | Sân vận động Nhà vua Baudouin, Brussels, Bỉ      | Bosna và Hercegovina | 2–1       | 3–1     | Vòng loại Euro 2016           |
| 10. | 10 tháng 10 năm 2015 | Sân vận động Quốc gia, Andorra la Vella, Andorra | Andorra              | 2–0       | 4–1     | Vòng loại Euro 2016           |
| 11. | 13 tháng 10 năm 2015 | Sân vận động Nhà vua Baudouin, Brussels, Bỉ      | Israel               | 2–0       | 3–1     | Vòng loại Euro 2016           |
| 12. | 13 tháng 11 năm 2015 | Sân vận động Nhà vua Baudouin, Brussels, Bỉ      | Ý                    | 2–1       | 3–1     | Giao hữu                      |
| 13. | 28 tháng 5 năm 2016  | Sân vận động Genève, Genève, Thụy Sĩ             | Thụy Sĩ              | 2–1       | 2–1     | Giao hữu                      |
| 14. | 27 tháng 3 năm 2018  | Sân vận động Nhà vua Baudouin, Brussels, Bỉ      | Ả Rập Xê Út          | 4–0       | 4–0     | Giao hữu                      |
| 15. | 6 tháng 7 năm 2018   | Kazan Arena, Kazan, Nga                          | Brasil               | 2–0       | 2–1     | World Cup 2018                |
| 16. | 11 tháng 6 năm 2019  | Sân vận động Nhà vua Baudouin, Brussels, Bỉ      | Scotland             | 3–0       | 3–0     | Vòng loại Euro 2020           |
| 17. | 9 tháng 9 năm 2019   | Hampden Park, Glasgow, Scotland                  | Scotland             | 4–0       | 4–0     | Vòng loại Euro 2020           |
| 18. | 19 tháng 11 năm 2019 | Sân vận động Nhà vua Baudouin, Brussels, Bỉ      | Síp                  | 2–1       | 6–1     | Vòng loại Euro 2020           |
| 19. | 19 tháng 11 năm 2019 | Sân vận động Nhà vua Baudouin, Brussels, Bỉ      | Síp                  | 3–1       | 6–1     | Vòng loại Euro 2020           |
| 20. | 18 tháng 11 năm 2020 | Den Dreef, Leuven, Bỉ                            | Đan Mạch             | 3–2       | 3–2     | UEFA Nations League 2020–21   |
| 21. | 24 tháng 3 năm 2021  | Den Dreef, Leuven, Bỉ                            | Wales                | 1–1       | 2–1     | Vòng loại World Cup 2022      |
| 22. | 17 tháng 6 năm 2021  | Sân vận động Parken, Copenhagen, Đan Mạch        | Đan Mạch             | 2–1       | 2–1     | Euro 2020                     |
| 23. | 16 tháng 11 năm 2021 | Sân vận động Cardiff City, Cardiff, Wales        | Wales                | 1–1       | 1–1     | Vòng loại World Cup 2022      |
| 24. | 8 tháng 6 năm 2022   | Sân vận động Nhà vua Baudouin, Brussels, Bỉ      | Ba Lan               | 2–1       | 6–1     | UEFA Nations League 2022–23   |
| 25. | 22 tháng 9 năm 2022  | Sân vận động Nhà vua Baudouin, Brussels, Bỉ      | Wales                | 1–0       | 2–1     | UEFA Nations League 2022–23   |
| 26. | 28 tháng 3 năm 2023  | RheinEnergieStadion, Cologne, Đức                | Đức                  | 3–1       | 3–2     | Giao hữu                      |
| 27. | 5 tháng 6 năm 2024   | Sân vận động Nhà vua Baudouin, Brussels, Bỉ      | Montenegro           | 1–0       | 2–0     | Giao hữu                      |
| 28. | 22 tháng 6 năm 2024  | RheinEnergieStadion, Cologne, Đức                | România              | 2–0       | 2–0     | UEFA Euro 2024                |
| 29. | 6 tháng 9 năm 2024   | Sân vận động Nagyerdei, Debrecen, Hungary        | Israel               | 1–0       | 3–1     | UEFA Nations League 2024–25   |
| 30. | 6 tháng 9 năm 2024   | Sân vận động Nagyerdei, Debrecen, Hungary        | Israel               | 3–1       | 3–1     | UEFA Nations League 2024–25   |
| 31. | 9 tháng 6 năm 2025   | Sân vận động Nhà vua Baudouin, Brussels, Bỉ      | Wales                | 4–3       | 4–3     | Vòng loại FIFA World Cup 2026 |

## Danh hiệu

### Câu lạc bộ
Genk
- Belgian Pro League: 2010–11[190]
- Belgian Cup: 2008–09[190]
- Belgian Super Cup: 2011[190]

Wolfsburg
- DFB-Pokal: 2014–15[190]
- DFL-Supercup: 2015[191]

Manchester City
- Premier League: 2017–18, 2018–19, 2020–21, 2021–22, 2022–23,[4] 2023–24
- FA Cup: 2018–19,[192] 2022–23[193]
- Football League Cup/EFL Cup: 2015–16,[194] 2017–18,[195] 2018–19,[196] 2019–20,[197] 2020–21[198]
- FA Community Shield: 2019,[199] 2024
- UEFA Champions League: 2022–23;[200] á quân: 2020–21[201]
- FIFA Club World Cup: 2023

### Đội tuyển quốc gia
- Hạng ba FIFA World Cup 2018

### Cá nhân
- Cầu thủ trẻ xuất sắc nhất Bundesliga: 2012-13
- Cầu thủ xuất sắc nhất Bundesliga: 2014-15
- Đội hình xuất sắc nhất Bundesliga: 2014-15
- Đội hình xuất sắc nhất UEFA Europa League: 2014–15
- Cầu thủ xuất sắc nhất năm ở Đức: 2015
- Vận động viên của năm của Bỉ: 2015
- Đội hình tiêu biểu của năm của UEFA: 2017, 2019
- Đội hình tiêu biểu của năm của PFA: 2017-2018, 2019-20, 2020-21, 2021-22
- Đội hình trong mơ của FIFA World Cup: 2018
- Cầu thủ xuất sắc nhất năm của Manchester City: 2015-16, 2017-18, 2019-20, 2021-22
- Đội hình tiêu biểu của UEFA Champions League: 2017-18, 2018-19, 2019-20, 2021-22, 2022-23
- Cầu thủ xuất sắc nhất năm của PFA: 2019-20, 2020-21
- Cầu thủ xuất sắc nhất năm của Premier League: 2019-20, 2021-22
- Tiền vệ xuất sắc nhất năm của UEFA Champions League: 2019-20
- Đội hình tiêu biểu FIFA the best: 2020, 2021, 2022
- Quả bóng đồng Ballon D'Or: 2022